# Beautiful People (Ed Sheeran)
Beautiful People è un singolo del cantautore britannico Ed Sheeran, pubblicato il 28 giugno 2019 come terzo estratto dal sesto album in studio No. 6 Collaborations Project.

## Descrizione
Traccia d'apertura dell'album, il brano ha visto la partecipazione vocale del cantautore statunitense Khalid, artista apprezzato da Sheeran:

## Video musicale
Il videoclip, diretto da Andy McLeod, è stato pubblicato il 28 giugno 2019 attraverso il canale YouTube di Sheeran e mostra una coppia che vive in un mondo di eccessi e che non si sente impressionata da tutte le sue trappole.

## Tracce
Testi e musiche di Ed Sheeran, Fred Gibson, Max Martin, Shellback e Khalid Robinson.
Download digitale
1. Beautiful People (feat. Khalid) – 3:17

Download digitale – Danny L Harle Harlecore Remix
1. Beautiful People (feat. Khalid) (Danny L Harle Harlecore Remix) – 3:45

Download digitale – NOTD Remix
1. Beautiful People (feat. Khalid) (NOTD Remix) – 2:42

Download digitale – Acoustic
1. Beautiful People (Acoustic) – 3:06

Download digitale – Jack Wins Remix
1. Beautiful People (feat. Khalid) (Jack Wins Remix) – 2:43

## Formazione
Musicisti
- Ed Sheeran – voce
- Khalid – voce aggiuntiva
- FRED – cori, programmazione, tastiera, batteria, chitarra, basso
- Shellback – programmazione, chitarra

Produzione
- Shellback – produzione
- Max Martin – produzione
- FRED – produzione, ingegneria del suono
- Ed Sheeran – produzione
- Alex Gibson – produzione aggiuntiva
- Șerban Ghenea – missaggio
- John Hanes – assistenza al missaggio
- Michael Ilbert – ingegneria del suono
- Joe Rubel – ingegneria del suono
- Denis Kosiak – registrazione voce di Khalid
- Stuart Hawkes – mastering

## Classifiche

### Classifiche settimanali
| Classifica (2019)    | Posizione massima |
| -------------------- | ----------------- |
| Australia            | 4                 |
| Austria              | 7                 |
| Belgio (Fiandre)     | 5                 |
| Belgio (Vallonia)    | 4                 |
| Canada               | 6                 |
| Croazia              | 3                 |
| Danimarca            | 3                 |
| Estonia              | 3                 |
| Finlandia            | 2                 |
| Francia              | 34                |
| Germania             | 5                 |
| Grecia               | 2                 |
| Irlanda              | 2                 |
| Islanda              | 3                 |
| Italia               | 30                |
| Lettonia             | 2                 |
| Libano               | 3                 |
| Lituania             | 2                 |
| Lussemburgo          | 5                 |
| Malaysia             | 4                 |
| Norvegia             | 4                 |
| Nuova Zelanda        | 2                 |
| Paesi Bassi          | 6                 |
| Polonia              | 7                 |
| Portogallo           | 8                 |
| Regno Unito          | 1                 |
| Repubblica Ceca      | 3                 |
| Romania              | 43                |
| Russia               | 74                |
| Singapore            | 2                 |
| Slovacchia           | 2                 |
| Slovenia             | 6                 |
| Spagna               | 53                |
| Stati Uniti          | 12                |
| Svezia               | 3                 |
| Svizzera             | 7                 |
| Ucraina              | 40                |
| Ungheria (download)  | 10                |
| Ungheria (streaming) | 4                 |

### Classifiche di fine anno
| Classifica (2019) | Posizione |
| ----------------- | --------- |
| Australia         | 14        |
| Austria           | 19        |
| Belgio (Fiandre)  | 34        |
| Belgio (Vallonia) | 40        |
| Canada            | 29        |
| Danimarca         | 14        |
| Francia           | 133       |
| Germania          | 25        |
| Irlanda           | 21        |
| Islanda           | 14        |
| Italia            | 81        |
| Lettonia          | 16        |
| Norvegia          | 21        |
| Nuova Zelanda     | 19        |
| Paesi Bassi       | 23        |
| Polonia           | 78        |
| Portogallo        | 46        |
| Regno Unito       | 21        |
| Slovenia          | 47        |
| Stati Uniti       | 50        |
| Svezia            | 23        |
| Svizzera          | 23        |
| Ungheria          | 14        |
| Classifica (2020) | Posizione |
| Australia         | 82        |
| Canada            | 53        |
| Croazia           | 30        |
| Danimarca         | 88        |
| Islanda           | 35        |
| Portogallo        | 83        |
| Regno Unito       | 58        |